# NIKITA / ニキータ
『NIKITA / ニキータ』（原題：NIKITA）は、アメリカ合衆国のテレビドラマシリーズ。
米国ではThe CW系列で第1シーズン全22話が2010年9月9日から2011年5月12日にかけて初回放送された。日本ではAXNで2011年6月5日から同年10月30日にかけて初回放送された。
第2シーズン全23話も同様に、米国ではThe CW系列で2011年9月23日から2012年5月18日にかけて初回放送され、 日本ではAXNで2012年8月5日から2013年1月13日にかけて初回放送された。（但し、特別編成による先行放送を除く）
第3シーズン全22話 が米国で2012年10月19日から2013年5月17日にかけて放送された。
第4シーズンの全6話をもって完結した。
北米盤Blu-rayボックスおよびDVDボックスは、シーズン1が2011年8月30日、シーズン2が2012年10月2日に、それぞれ発売された。
日本では、AXNで2011年6月に放送開始。地上波ではABCテレビで2013年9月10日からシーズン1が放送開始。Blu-ray・DVDのレンタルおよび販売も行われている。

## 概要
本作はリュック・ベッソン監督の映画『ニキータ』（1991年）、『アサシン』（1993年のリメイク版映画）および『ニキータ (テレビドラマ)』（1997年のテレビシリーズ）を基にした、アクション・シリーズである。1話完結方式のエピソードと、シリーズ全体を通してのストーリーが絡み合って展開する。
一部メディア等では、リュック・ベッソン監督の映画『ニキータ』の「誰も知らない“3年後”の物語」となっているが、本作がベッソン監督版『ニキータ』の「続編」でも、映画の「“3年後が舞台”」でもない。あくまでもベッソン監督版『ニキータ』と、これまでのリメイク作品を基にした作品である。
これまでのリメイク作品とは異なり、初のアジア系女優がニキータを演じる。
キャッチコピーは「美しき殺し屋ニキータのリベンジ・アクション！」である。

## ストーリー

### 背景
6年前、不良少女のニキータは、ドラッグ欲しさに薬局を襲撃。その際に起きた警察官殺害事件で有罪になり死刑を宣告される。
死刑に処せられる寸前、ニキータは米政府内の要人6名で構成される闇組織「オーバーサイト」の機密作戦実働組織「ディヴィジョン」にリクルートされ命を救われるも、選択の余地なくスパイ兼暗殺者としての訓練を受け、優秀なエージェントかつ伝説の暗殺者になる。
任務に応じてさまざまな役割を演じ、ディヴィジョンのために働いた。しかし、ある任務の最中、ダニエル・モンローという男性と本当に恋に落ち、やがて二人は婚約する。すると、ディヴィジョンは秘密保持のため、ダニエルを殺害したのだった。
死を偽造され、過去を消され、最愛の人物を奪われたニキータは作戦遂行中に自らの死亡を偽装しディビジョンから脱出し、姿をくらます。
ニキータが姿をくらましてから3年後。ニキータは再びディヴィジョンの前に姿を現す。
実はディヴィジョンの最高責任者パーシーは、米政府を密かに裏切っており、他国の秘密機関や犯罪組織などと手を組んで、己の利益を追求し、要人を暗殺したり、機密を手に入れたりするために、配下のエージェントたちを利用していた。パーシーの企みを知る者はごく一部であり、配下の多くは「自分たちは国家のために働いている」と信じていた。
ニキータはダニエルの復讐を遂げるとともに、パーシーの陰謀を明るみに出し、今もスカウトされ続けている若者たちを救うため、立ち上がったのだった。
そんな折、アレックスという不良少女が強盗事件で逮捕され、やはり死刑を受けたという形で、ディヴィジョンの訓練生として採用される。だが、彼女は実はニキータが送り込んだスパイだった。アレックスがディヴィジョンの内部から密かにニキータに極秘情報を知らせ、パーシーの陰謀を妨害するためである。アレックスにとっては非常に危険な仕事だが、命をかけるだけの事情が彼女にはあるらしい。
アレックスら訓練生の教育を受け持つのはマイケルという熟練エージェントである。マイケルはかつて、ニキータの教官かつ上官だった。ディヴィジョンにいた頃のニキータはマイケルを信頼していただけでなく、それ以上の感情を抱いていたようだが、今は敵同士である。マイケルはパーシーの命令のもと、ニキータを追い続ける。

### キーアイテム

#### ブラックボックス
パーシーは「ディヴィジョン」の存在を政府から守る保険として、ディヴィジョンのこれまでの違法な秘密作戦をすべて記録した補助記憶装置『ブラックボックス』を厳重保管し、ガーディアンと呼ぶ複数の工作員にもバックアップのブラックボックスを保管させている。ブラックボックスは保管しているガーディアンの血液によって生体認証されアクセスが可能となる。ストーリーはこの『ブラックボックス』をマクガフィンにして進められる。劇中では『ボックス』と略される事が多い。

#### 体内埋め込みチップ
エージェントや対象者の体内に埋め込み、追跡、抹殺などに使われる。主にパーシー、アマンダが脅迫や策謀に使用する。自らに埋め込み、異変が起きた場合に、何らかのトリガーが起動することによって、自らを防御する目的で使用される場合もある。

#### レジメン
ディヴィジョンでガーディアンなどの特殊任務を担うエージェントに処方される薬物。戦闘能力を高めるなどの効果があるが、依存性があり、禁断症状として凶暴化するなどの副作用がある。

## 登場人物
ニキータ（本名：ニキータ・ミアーズ, Nikita Mears）
演 - マギー・Q、日本語吹替 - 園崎未恵
主人公。政府の秘密組織「ディヴィジョン」の優秀なエージェントだったが、組織の実態を知り、また恋人を殺されたことなどから、最高責任者パーシーらを倒してディヴィジョンを崩壊させることを誓う。パスポートや墓石の表記によると、1983年生まれ。シーズン１で、パーシーのCIA上層部の毒殺計画を阻止するために単身CIA本部に乗り込み、計画を阻止するものの、身柄を捕獲されるが、ライアンの助けで脱出し、マイケルと共に逃亡生活を始める。
アレックス（本名：アレクサンドラ・“アレックス”・ウディノフ, Alexandra "Alex" Udinov）
演 - リンジー・フォンセカ、日本語吹替 - 豊口めぐみ
もうひとりの主人公。ディヴィジョンに訓練生として潜入し、内部からニキータを助ける。過去にニキータがディヴィジョンのシステムに埋め込んだチャットを使って、ニキータにディヴィジョンが行うミッション内容などを伝える。実はロシアの大富豪ニコライ・ウディノフの娘だが、彼女の正体はディヴィジョンにも知られていない。ディビジョンによるウディノフ家殺害の際にニキータにより密かに助け出され、その後アメリカに密入国した。シーズン終盤に自分の両親が（ミッションとはいえ）ニキータにより殺害されたことを知り、シーズン1最終話でニキータと決別する。シーズン２から「ディヴィジョン」側で、ニキータの手に渡った「ブラックボックス」の奪還工作を始める。
マイケル（本名：マイケル・ビショップ, Michael Bishop）
演 - シェーン・ウェスト、日本語吹替 - 咲野俊介
かつてのニキータの教官・上司で、現在はアレックスなど訓練生の教官。また、パーシーからは絶大な信頼を得ており多くの作戦の計画実行を行うなど、ディビジョンの中でも中心的な存在。ニキータに対しては、教え子に裏切られたというだけではない、特別な愛憎の念を抱いている。かつて、ディビジョンの長距離射程記録を持っていたがニキータにその記録を破られている。ディビジョンに入る前は海軍の諜報部に所属していた。情報提供者を装ったカシムに基地内で爆破テロをおこされ、妻と幼い娘が犠牲になる。その後、パーシーからのリクルートがありカシムを見つけて復讐するための情報が得やすいことからディビジョンに入る。カシム殺害のチャンスは2度訪れるが実行しなかった。1度目はマイケルの命を助けようとしたニキータに邪魔されて失敗し、2度目はカシムが実はディビジョン所属と知り殺害をやめた。真実を知ったマイケルはディビジョン所属のままニキータと共闘するが、シーズン終盤で発覚し拘束される。しかし、バーコフに助けられ、そのまま組織を抜けニキータと合流する。パーシーの保管していた「ボックス」を奪い、パーシーを失脚に追い込む。
パーシー（本名：パーシヴァル・“パーシー”・ローズ, Percival "Percy" Rose）
演 - ザンダー・バークレー、日本語吹替 - 津田英三
ディヴィジョンの最高責任者。国家のために秘密任務をこなすという名目で、私益追求のためにディヴィジョンを利用し、暗殺も辞さない。政府やCIAの上層部にも協力者がいるため、彼の陰謀を白日の下にさらすのは困難であり、配下の大部分にも「自分は国家のために働いている」と信じ込ませている。ディヴィジョンのミッションの妨害をし、後にはディヴィジョンのアキレス腱ともいえる"ブラック・ボックス"奪還をしかけるニキータを、執拗につけ狙う。野望をともにする上院議員数名(オーバーサイト)としばしば秘密の会合をもっている。その会合でディビジョンの予算の拡充とCIA長官になることを提案し、その場でCIA長官を暗殺しその後任となる計画を告げるが、ニキータにそれを阻止される。ついにはオーバーサイトに見切りをつけられて失脚し、「ディヴィジョン」内に監禁される。
アマンダ (Amanda)（本名：ヘレン・コリンズ, Helen Collins)
演 - メリンダ・クラーク、日本語吹替 - 岡寛恵
ディヴィジョンのエージェントや訓練生たちのカウンセラー的な存在だが、実際には薬を用いてまで精神的な圧迫を与えて自白を迫るなど、心理操作に長けており、組織内でも恐れられている。カウンセリングと称しメンバーの過去などを探ろうとする。パーシーに見切りをつけたオーバーサイトによりあらたなボスにされる。
シーモア・バーコフ (Seymour Birkhoff)
演 - アーロン・スタンフォード、日本語吹替 - 川田紳司
ディヴィジョン所属の天才ハッカー。過去に伝説のハッカー、シャドー・ウォーカーとして名を馳せ、その右に出る者はいないと、自他ともに認める存在。訓練生の(ハッキングの)教官でもある。ディビジョン内部では唯一マイケルのみ親友と思っている。ブラックボックスのセキュリティー強化に成功しそれが認められディビジョン内部でも幹部扱いとなる。拘束されたマイケルを助け、「ボックス」の暗号を解除したため、報復される前に体内の追跡装置を摘出し、組織を抜け、個人的に活動し、ニキータらを助ける。
ライアン・フレッチャー (Ryan Fletcher)
演 - ノア・ビーン
CIA分析官で秘密組織の存在に感づき、オーウェンがボックスデータから漏洩させた1つの暗殺事件の冤罪をパーシーによって仕掛けられるが、ニキータに救われ、ディヴィジョン壊滅に協力する。パーシーの陰謀により、毒ガス発生装置を隠した「ボックス」を使ったCIA上層部暗殺事件に巻き込まれ、ニキータに救われ、ニキータと共にCIAに捕らえられるが、自らを犠牲にしニキータを逃がす。
ローン (Roan)
演 - ロブ・スチュワート
ディヴィジョンのクリーナー(事故などに装い暗殺を実行する工作員)で、パーシーの右腕的存在。パーシー失脚後もディヴィジョンの重要任務を担っている。１シーズン終盤で、ニキータに酸を浴びせられ右顔面がケロイド状態となった
トム (Thom)
演 - アシュトン・ホームズ、日本語吹替 - 川野剛稔
ディヴィジョンの訓練生で、アレックスの先輩。国家のために働けることを誇りに思っている。アレックスに好意を持つ。アレックスがニキータが送り込んだスパイと知り彼女に迫った際にもみ合いになりアレックスにより射殺される。死亡後はニキータのスパイだったとして処理された。
ジェイデン (Jaden)
演 - ティファニー・ハインズ、日本語吹替 - 山下亜矢香
ディヴィジョンの訓練生で、アレックスと同期。ライバル心が旺盛で、なにかとアレックスに食ってかかる。初ミッションでアレックスに助けられ一時は和解しかけたが、訓練生から卒業した直後に挨拶にアレックス宅を訪れた際にアレックスの秘密を知りアレックスを殺害しようとする。物音を聞いてやってきたネイサンに射殺される。密かに、ディビジョンにより盗聴器を耳部位に埋め込まれており、死後に遺体の側でアレックスが動揺してニキータに連絡する会話をアマンダに筒抜けとさせる。
カシム・タリク (Kasim Tariq)
演 - ハーズ・スレイマン
アルカイダ幹部。ヘロインの密輸で資金調達を行なっている。米軍基地爆破テロをきっかけにアルカイダの幹部になった。当時海軍の諜報部にいたマイケルに情報提供するようにみせかけ実は爆弾入りの手荷物を持たせテロを起こす。その際にマイケルの妻と娘が巻き込まれ、マイケルから狙われる存在になる。だが、実はディヴィジョン所属でテロもパーシーの指令で行ったものであった。最後はそれを知ったマイケルには敵ではないと見逃されたが直後にニキータにより殺害された。
アリ・タサロフ (Ari Tasarov)
演 - ピーター・アウターブリッジ
ゼトロフの傘下、闇組織ゴーゴリ(GOGOL)のトップ。アマンダの愛人。
オーウェン・エリオット (Owen Elliot)
演 - デヴォン・サワ
ディヴィジョンの「ボックス」ガーディアンの一人。かつてはクリーナーで、ニキータが愛したダニエルを事故による溺死に見せかけ殺害した。「ボックス」データの一部を漏洩し、関係者に「ボックス」の存在を想定させるきっかけを与える。過去にディヴィジョンで行った事を後悔しており、愛したエミリーを失い、ニキータのディヴィジョン崩壊計画に協力する。ダニエル殺害をニキータに謝罪し許しを受けた後、ガーディアン時代に処方されていた薬物への依存から抜け出すことを誓いニキータの元を去る。
ショーン・ピアース (Sean Pierce)
演 - ディロン・ケーシー
シーズン2、元ネイビーシールズでオーバーサイトからディヴィジョン監視を目的に派遣されたエージェント。母親はオーバーサイトメンバーの一人であるマデリン・ピアース上院議員。
ソーニャ (Sonya)
演 - リンジー・グリーンウッド
シーズン2、バーコフの抜けた後のディヴィジョンの情報操作エージェント。
チャールズ・グレイソン (Charles Grayson)
演 - キャメロン・ダッド
合衆国大統領。
キャスリーン・スペンサー (Kathleen Spencer)
演 - マイケル・ノルデン
副大統領。
セルゲイ・セマク (Sergei Semak)
演 - ピーター・J・ルーカス
アレックスが父ニコライ・ウディノフより引継ぐはずだったゼトロフ(Zetrov)のCEO、ゴーゴリの支配者。アレックスの存在を危惧し、アリに殺害を命じる。

## スタッフ
- 製作総指揮：マックG

## エピソードリスト
| シーズン | シーズン | 話数 | 話数 | 放送期間       | 放送期間       |
| シーズン | シーズン | 話数 | 話数 | 初回放送       | 最終回放送     |
| -------- | -------- | ---- | ---- | -------------- | -------------- |
|          | 1        | 22   | 22   | 2010年9月9日   | 2011年5月12日  |
|          | 2        | 23   | 23   | 2011年9月23日  | 2012年5月18日  |
|          | 3        | 22   | 22   | 2012年10月19日 | 2013年5月17日  |
|          | 4        | 6    | 6    | 2013年11月22日 | 2013年12月27日 |

### 第1シーズン
|    | 邦題             | 原題               | オリジナル放送日 | 日本初放送日   |
| -- | ---------------- | ------------------ | ---------------- | -------------- |
| 01 | 戦いの幕、再び   | Pilot              | 2010年09月09日   | 2011年06月05日 |
| 02 | 対立             | 2.0                | 2010年09月16日   | 2011年06月12日 |
| 03 | 証拠隠滅         | Kill Jill          | 2010年09月23日   | 2011年06月19日 |
| 04 | 過去からの亡霊   | Rough Trade        | 2010年09月30日   | 2011年06月26日 |
| 05 | ブラックボックス | The Guardian       | 2010年10月07日   | 2011年07月03日 |
| 06 | 痛み             | Resistance         | 2010年10月21日   | 2011年07月10日 |
| 07 | 閉ざされた未来   | The Recruit        | 2010年10月28日   | 2011年07月17日 |
| 08 | 試練の時         | Phoenix            | 2010年11月04日   | 2011年07月24日 |
| 09 | 誰がために       | One Way            | 2010年11月11日   | 2011年07月31日 |
| 10 | 反撃             | Dark Matter        | 2010年12月02日   | 2011年08月07日 |
| 11 | 悲しみの果てに   | All the Way        | 2010年12月09日   | 2011年08月14日 |
| 12 | エージェント     | Free               | 2011年01月27日   | 2011年08月21日 |
| 13 | 皇太子暗殺       | Coup de Grace      | 2011年02月03日   | 2011年08月28日 |
| 14 | 絆               | The Next Seduction | 2011年02月10日   | 2011年09月04日 |
| 15 | アレクサンドラ   | Alexandra          | 2011年02月17日   | 2011年09月11日 |
| 16 | 迷宮             | Echoes             | 2011年02月24日   | 2011年09月18日 |
| 17 | 偽りの誓い       | Covenants          | 2011年04月07日   | 2011年09月25日 |
| 18 | 贖罪             | Into the Dark      | 2011年04月14日   | 2011年10月02日 |
| 19 | ガラスの友情     | Girl's Best Friend | 2011年04月21日   | 2011年10月09日 |
| 20 | 遠い幸せ         | Glass Houses       | 2011年04月28日   | 2011年10月16日 |
| 21 | 暗転             | Betrayals          | 2011年05月05日   | 2011年10月23日 |
| 22 | 分岐点           | Pandora            | 2011年05月12日   | 2011年10月30日 |

### 第2シーズン
| 話数 | 通算 | 邦題                    | 原題            | オリジナル放送日 | 日本初放送日   |
| ---- | ---- | ----------------------- | --------------- | ---------------- | -------------- |
| 01   | 023  | ゲーム・チェンジ        | Game Change     | 2011年09月23日   | 2012年08月05日 |
| 02   | 024  | 悪夢                    | Falling Ash     | 2011年09月30日   | 2012年08月12日 |
| 03   | 025  | 堕ちた英雄              | Knightfall      | 2011年10月07日   | 2012年08月19日 |
| 04   | 026  | 失われたパートナー      | Partners        | 2011年10月14日   | 2012年08月26日 |
| 05   | 027  | 過去の行方              | Looking Glass   | 2011年10月21日   | 2012年09月02日 |
| 06   | 028  | 父親の足跡              | 343 Walnut Lane | 2011年10月28日   | 2012年09月09日 |
| 07   | 029  | 解かれたパズル、そして… | Clawback        | 2011年11月04日   | 2012年09月16日 |
| 08   | 030  | カサンドラの秘密        | London Calling  | 2011年11月11日   | 2012年09月23日 |
| 09   | 031  | 友情の代償              | Fair Trade      | 2011年11月18日   | 2012年09月30日 |
| 10   | 032  | ガーディアン            | Guardians       | 2011年12月02日   | 2012年10月07日 |
| 11   | 033  | 正せぬ過ち              | Pale Fire       | 2012年01月06日   | 2012年10月14日 |
| 12   | 034  | 忍び寄る影              | Sanctuary       | 2012年01月13日   | 2012年10月21日 |
| 13   | 035  | クリーン・スイープ      | Clean Sweep     | 2012年02月03日   | 2012年10月28日 |
| 14   | 036  | 野に咲く花              | Rogue           | 2012年02月10日   | 2012年11月04日 |
| 15   | 037  | 宣戦布告                | Origins         | 2012年02月17日   | 2012年11月11日 |
| 16   | 038  | 迫られる選択            | Doublecross     | 2012年03月09日   | 2012年11月18日 |
| 17   | 039  | 永遠の秘密              | Arising         | 2012年03月16日   | 2012年11月25日 |
| 18   | 040  | シーソーゲーム          | Power           | 2012年04月13日   | 2012年12月02日 |
| 19   | 041  | 心の闇                  | Wrath           | 2012年04月20日   | 2012年12月09日 |
| 20   | 042  | シャドー・ウォーカー    | Shadow Walker   | 2012年04月27日   | 2012年12月16日 |
| 21   | 043  | 敵と味方                | Dead Drop       | 2012年05月04日   | 2012年12月23日 |
| 22   | 044  | 大いなる野望            | Crossbow        | 2012年05月11日   | 2013年01月06日 |
| 23   | 045  | 儚き夢                  | Homecoming      | 2012年05月18日   | 2013年01月13日 |

### 第3シーズン
| 話数  | 通算 | 邦題             | 原題                     | オリジナル放送日  | 日本初放送日   |
| ----- | ---- | ---------------- | ------------------------ | ----------------- | -------------- |
| 01    | 046  | 混沌の一歩       | 3.0                      | 2012年10月19日    | 2013年10月08日 |
| 02    | 047  | 囚われた魂       | Innocence                | 2012年10月26日    | 2013年10月15日 |
| 03    | 048  | 贖い             | True Believer            | 2012年11月02日    | 2013年10月22日 |
| 04    | 049  | 奪われた記憶     | Consequences             | 2012年11月09日    | 2013年10月29日 |
| 05    | 050  | 虚像の世界       | The Sword's Edge         | 2012年11月30日    | 2013年11月05日 |
| 06    | 051  | 新たなレッスン   | Sideswipe                | 2012年12月07日    | 2013年11月12日 |
| 07    | 052  | 凶刃             | Intersection             | 2013年01月18日    | 2013年11月19日 |
| 08    | 053  | 癒されぬ傷       | Aftermath                | 2013年01月25日    | 2013年11月26日 |
| 09    | 054  | 戻れない過去     | Survival Instincts       | 2013年02月01日    | 2013年12月03日 |
| 10    | 055  | 迷い道           | Brave New World[6]       | 2013年02月08日[5] | 2013年12月10日 |
| 11    | 056  | ブラック・バッジ | Black Badge[7]           | 2013年02月22日[5] | 2013年12月17日 |
| 12    | 057  | 逃亡者           | With Fire[8]             | 2013年03月01日[5] | 2013年12月24日 |
| 13    | 058  | 再会             | Reunion[5]               | 2013年03月08日[5] | 年月日         |
| 14    | 059  | 選択             | The Life We've Chosen[5] | 2013年03月15日[5] | 年月日         |
| 15    | 060  | 悪い種子         | Inevitability[5]         | 2013年03月29日[5] | 年月日         |
| 16    | 061  | 悪魔の贈り物     | Tipping Point[5]         | 2013年04月05日[5] | 年月日         |
| 17    | 062  | 悲劇の足音       | Masks[5]                 | 2013年04月12日[5] | 年月日         |
| 18    | 063  | 告白             | Broken Home[5]           | 2013年04月19日[5] | 年月日         |
| 19    | 064  | 絶望の先に       | Self-Destruct[5]         | 2013年04月26日[5] | 年月日         |
| 20    | 065  | 敵の敵           | High-Value Target[5]     | 2013年05月03日[5] | 年月日         |
| 21    | 066  | 見えざる手       | Invisible Hand[5]        | 2013年05月10日[5] | 年月日         |
| 22[2] | 067  | 哀しき決断       | Til Death Do Us Part[5]  | 2013年05月17日[5] | 年月日         |

### ファイナル・シーズン
| 話数 | 通算 | 邦題                       | 原題          | オリジナル放送日 | 日本初放送日   |
| ---- | ---- | -------------------------- | ------------- | ---------------- | -------------- |
| 01   | 068  | 隔絶                       | Wanted        | 年月日           | 2014年08月23日 |
| 02   | 069  | 生か死か                   | Dead or Alive | 年月日           | 2014年08月30日 |
| 03   | 070  | 嘘と真実                   | Set-Up        | 年月日           | 2014年09月06日 |
| 04   | 071  | ファイナル・カウントダウン | Pay-Off       | 年月日           | 2014年09月13日 |
| 05   | 072  | 偽りの光                   | Bubble        | 年月日           | 2014年09月20日 |
| 06   | 073  | 戦いの果てに               | Canceled      | 年月日           | 2014年09月27日 |